# Bleed Together
«Bleed Together» es un sencillo de banda de rock Soundgarden, editado en noviembre de 1997, meses después de la ruptura del grupo en abril del mismo año. La canción fue escrita enteramente por el vocalista Chris Cornell. Fue lanzada como sencillo de su álbum A-Sides. Anteriormente, apareció como lado B del sencillo Burden in My Hand, de su álbum Down on the Upside.

## Origen y grabación
Bleed Together fue escrita por Chris Cornell. Fue grabada por Soundgarden en Seattle, Washington, durante las sesiones de grabación de su disco Down on the Upside, pero no fue incluida en éste porque los miembros del grupo no estaban satisfechos con el resultado de los múltiples intentos de grabación. Además, se hallaba el problema de la duración del álbum, la cual sería muy extensa, y no daría cabida a otros temas. El resultado fue, entonces, incluir este tema como un sencillo, en el cual se utilizó una de las grabaciones que se realizaron durante la producción de Down on the Upside.

## Composición
Bleed Together es una de las pocas canciones de Soundgarden que están escritas en clave de Mi. Kim Thayil, guitarrista principal del grupo afirma: "Es una canción punk rock rápida y enérgica, con una melodía atrapante. Chris canta agresivamente, pero definitamente melodiosamente - al contrario que gritando - sobre estos acordes de punk rock rápido.

## Publicación y recepción
Bleed Together fue publicado como un sencillo en CD promocional. Fue el último sencillo publicado por la banda Soundgarden. Thayil afirma: «Era una buena canción como para ponerla en un sencillo y así promocionar A-Sides». La canción alcanzó el puesto 13 en el Mainstream Rock Charts y el puesto número 32 en el Modern Rock Tracks. En cambió, en Canadá, la canción alcanzó el puesto número 28 en el Canadian Alternative Top 30.